# Dunaszekcső
Dunaszekcső (németül: Seetschke, Seetsche; horvátul: Sečuh; szerbül: Сечуј / Sečuj) község Baranya vármegyében, a Mohácsi járásban.

## Elnevezései
A Szekcső helynév a magyar szökik ige gyakorító képzős szökös származékának folyamatos melléknévi igenévből keletkezhetett, etimológiailag azonos lehet a szöcske (régi magyar nyelven szökcse) rovarnévvel. Valószínűnek látszik, hogy a középkorban volt egy Szekcső hangalakú és sebesen fodrozva haladó víz, sellő zuhatag, valamint gázló-féle jelentésű magyar földrajzi köznév és ez válhatott helynévvé. A megkülönböztető szerepű Duna előtag a Duna mellékére utalhat.
Anonymus Gesta Hungarorum c. műve szerint: „S azon a helyen Őd (Eudunec) a vidék népét meghódítván várat épített, melyet közönségesen Szekcsőnek (Zecuseu) nevezett azért, mert ott magának széket és állandó lakot állított.” E szerint a Szekcső-nek egykor 'szék'-et, központot és a helyben maradást jelentő értelme volt, melyet Anonymus még ismert, de ma már ezt a szóképzést nem értjük.
A település az írott forrásokban, 1150-ben Secuseu néven bukkant fel először. A honfoglalás után Árpád fejedelem ezt a vidéket Ete fia Edőnek adományozta.
A 14. században önálló plébániaként, tehát jelentős helyként Zeuchew, Zeksu néven szerepelt.
Németül a település hivatalos neve Seetsche. Horvátul hivatalosan Sečuh. Erdősmárokon a Sečuj, Hercegszántón a Sečuv alakot használták

## Fekvése

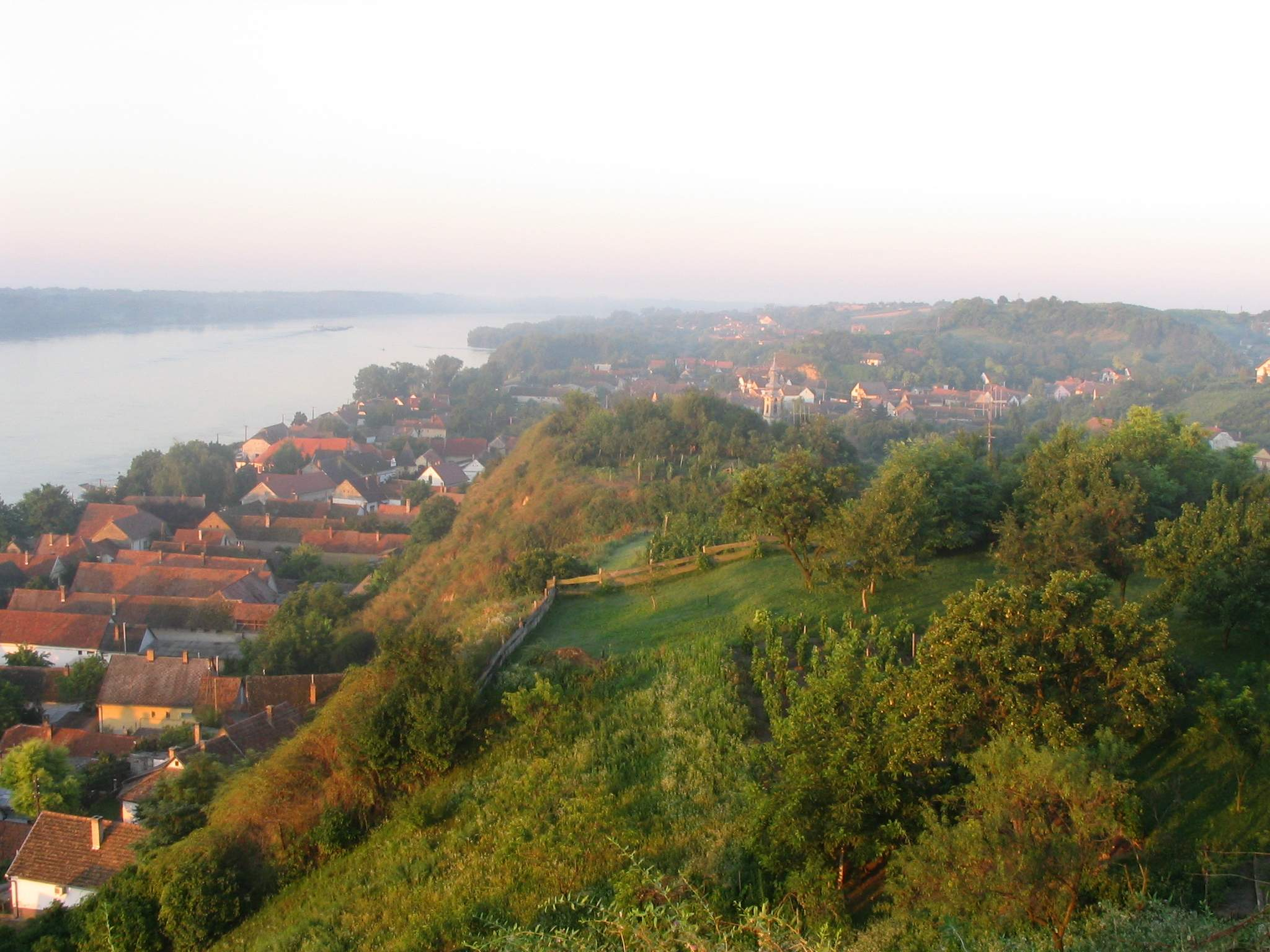
Dunaszekcső

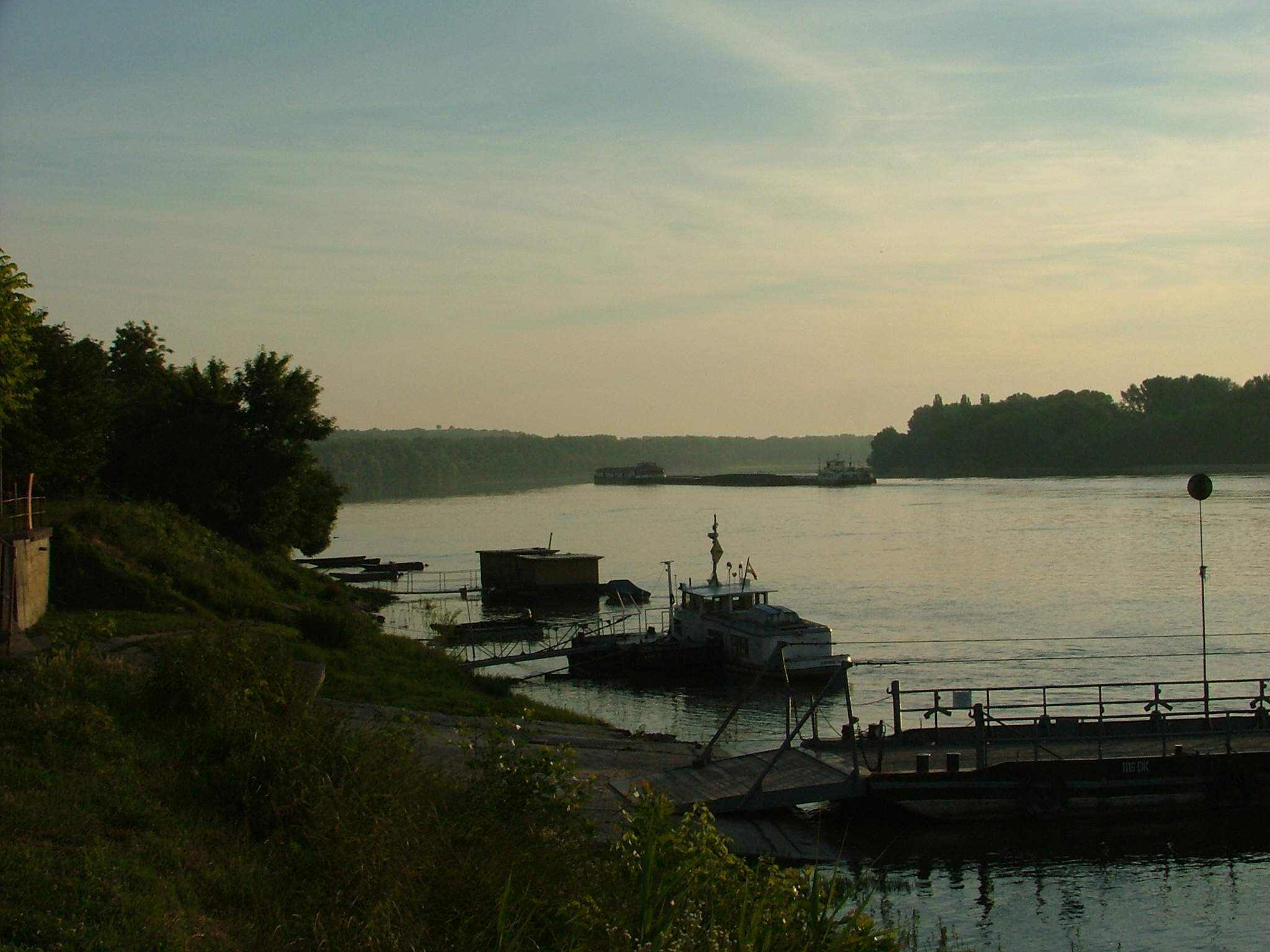
Dunapart Dunaszekcsőnél

Dunaszekcső Baranya vármegyében, a megyeszékhelytől nagyjából 50 kilométerre keletre, a Duna jobb partján terül el. A legközelebbi város tőle délre Mohács, illetve északra Bátaszék. A község közvetlenül a megyehatáron fekszik. Ma is, és a történelem során mindig a megye egyik határtelepülése volt.
A szomszédos települések: észak felől Bátaszék, illetve Báta, kelet felől (a Duna túlsó partján) Dunafalva, délnyugat felől Bár, nyugat felől Somberek, északnyugat felől pedig Palotabozsok.

### Megközelítése
A településen keresztülhalad, nagyjából észak-déli irányban a Szekszárd térségétől Mohácson át a déli országhatárig vezető 56-os főút, így ez a legfontosabb közúti megközelítési útvonala. Dunafalvával komp köti össze, melynek jobb parti kikötőjét az 51 378-as, a bal partit az 51 145-ös számú mellékút szolgálja ki.
Határszélét messze északon, a központtól mintegy 6 kilométer távolságban érinti a Pécs–Bátaszék-vasútvonal, de megállási pontja itt nincs a vasútnak. A legközelebbi vasúti csatlakozási lehetőség így a Villány–Magyarbóly-vasútvonal Mohács vasútállomása, vagy a négy vasútvonal által is érintett Bátaszék vasútállomás, mindkettő körülbelül 10 kilométerre.

## Földrajza

### Domborzat
Területének jelentős része dombos. A település széles patakvölgyben terül el, amely észak-dél irányú. A felszín a pleisztocén kori löszlerakodással egyenletes volt egész Dunaszekcső területén, amelyet a dombok körülbelül egyenlő magasságú teteje is mutat. A patakok bevágódásával és a szél munkájának eredményeként az egykor egyenletes térszín feldarabolódott.
A jelenlegi négy északnyugati irányú patakvölgy a domborzatot úgy szabdalta fel, hogy a falu területére mintegy ujjszerűen nyúlnak be északnyugati irányból. A dombtetők szélesek, általában 1–2 km terjedelműek, amelyeket kiemelkedések tesznek változatossá. Ezek a kiemelkedések legmagasabb pontja 158 méter, a tetők általában 140-150 méter magasak a tenger színe felett. A falu főtere körülbelül 100 méter tengerszint feletti magasságban fekszik. A Duna partján lévő házak körülbelül 90 méter magasságban állnak. A Duna szintje közepes vízállásnál 85-86 méter magasan van a tengerszint felett.
Maga a község a Lánka patak völgyében egy völgyperemre épült, a bal oldalán lévő dombok közül az első a Várhegy, amelynek a Duna felőli oldala meredek, a település felőli lankás, amelynek lépcsős emelkedésén épültek az utcák, melyeken az utolsó házak elhagyása után a Várhegyre lehet jutni.
A Várhegyet mély és széles szakadék választja el a Püspökhegytől. Ezt a mélyedést a rómaiak készítették, hogy ezzel a hegy tetején lévő erősséget nagyobb eséllyel védhessék. A Püspökhegy után a Szent János-hegy és a Bőváros domb következik.

### Vízrajz
A mai Dunaszekcső bővelkedik patakokban, amelyek közül a Lánka és a Diási patak a településen folyik keresztül. Meg kell említeni még a Celenka és a halastavakat tápláló Belső réti patakot is.
A történelmi Dunaszekcső területét a Duna folyó vágja ketté. A folyó évszázadok során keveset változtatott medrén. Kétségtelen, hogy a Várhegyet, mint most is, azelőtt is erősen bontották a Duna hullámai, ugyanakkor a mai erősen eliszaposodott holtágnak korábban jelentősebb szerepe volt. Ugyanez a helyzet a zátonnyal is.
A községtől északra három állóvíz is található, amely valamikor a Duna holtága volt, majd a szabályozások során mesterségesen lettek elzárva. Ez a Telelő, régen hajók, dunai malmok teleltek benne, a Kis-Duna és a Kenderáztató. A folyóvíz 6 kilométeres szakaszon tartozik Dunaszekcsőhöz. A folyamszabályozások erősen változtattak a medrén. A kövezések a part védelme mellett a hajózás biztonságát is szolgálták.
A sziget sokat változott az elmúlt évszázadok során. Ennek fontos állomása volt a 19. század végén emelt védgátvonal, amely 1956-ig, a nagy árvízig jól ellenállt az árhullámoknak.

### Éghajlat
A környék időjárására jellemző, hogy a nyár mérsékelten forró, a tél enyhe, a csapadék mennyisége éves szinten nem elegendő. Itt a szárazföldi hatások érvényesülnek. A terület hazánk legmelegebb részei közé tartozik. Sugárzási adottságai kedvezőek, hőigényes növények termesztésére kiválóan alkalmas.

## Történelme

### A római kor előtt
Alsó-Pannónia (Pannonia Inferior), amelyben Lugiót (Dunaszekcső) is megtaláljuk, lakói a 2. században az avariskok voltak. De valószínűbbnek látszik, hogy a pannon törzsek közül, mint a kelták egyik törzse laktak itt. Wosinsky megállapítása szerint ők Szekcső őslakói.
A kelták kultúrája magas fokon állt. Nem sátorlakó nomád életet éltek, hanem telepeik voltak. Ilyen telepjük volt a mai Dunaszekcső helyén „Lug” vagy „Lukk”. Földműveléssel, állattenyésztéssel, kereskedelemmel és iparral foglalkoztak. Híres lovasok voltak. Ők a kocsikészítés ősei. Pénzeket vertek. Ezeket a Duna mentén „dunai kelta érmék” néven ismerjük. A fazekasságban is jártasak voltak. Edényeiket korongon készítették. Állandó összeköttetésben voltak a görögökkel. Fegyvereiket és pénzeiket is a görögök mintájára készítették. Ékszereik a fibula, a bütykös tű, a bronzöv, a kar és nyakperec. Halottaikat elégették és a hamvakat urnába tették. Temetőiket berkekben helyezték el. Jósoltak, emberi vagy állati áldozatot mutattak be. Hittek a reinkarnációban, így a halhatatlanságban is.
Az itt lakó kelták szívesen vették a rómaiak nagy tömegű megjelenését.

### Dunaszekcső a római korban
A városok a legtöbb esetben a kelta telepek helyén, vagy azok közelébe épültek. Erre a városok nevéről lehet következtetni. Ez tűnik ki Lugio (Dunaszekcső) nevéből is, minthogy e város nevének gyöke kelta eredetű. A város a Lugio elnevezést csak a IV. század végéig tartotta meg. Ezután Florentiának hívták. Ez az elnevezés alatt érte el községünk a fénykorát. Ez időben a Püspök- hegyen a római előkelőség berendezett épületeket és kerteket telepített.
Nemcsak leletek és pénzérmék szólnak a római Szekcső szépségéről, hanem két vár és több temető. Az itt élő lakosság a vár nyugati és déli oldalán földműveléssel foglalkoztak. Az előkelőség a Püspök-hegyen telepedett le. Házaikat kifestették, amihez a bordó a kék és a zöld színt használták; lakásaikat egy helyről fűtötték.
A római út, mely átvonult Lugión keresztül észak-déli irányban, az eszéki és aquincumi út volt. Mindenütt a Duna vonalát követte. A rómaiak csak lejtők mentén vezették végig országútjaikat. Ásatásokból következtettek az út létezésére, de tényleges helyét nem sikerült megállapítani. A Szentháromság kápolna körül találtak egy kavicsokból és mészből összeállt, 2 m2 területű lapot. Ennek további darabjait a Duna magas vízállása következtében beomlott partszakasz tetején találták meg.
Szekcső és vidéke Tiberius, Claudius császár idejében meg lett szállva. Az érmék sokasága azonban Octavianusról mutatja, hogy sikerült e vidéket katonai őrséggel megszállni. Az őrcsapatok a Várhegyen földsáncokat emeltek, katonai erősítést készítettek. De, hogy melyik császár uralkodása alatt készült szilárd anyagból vár, azt homály fedi. A Cohors Septima Breucorum csapatot már Kr. u. 85-ben Pannoniában találjuk. Valószínű, hogy ez a csapattest volt a vár első lakója.
A Várhegy igen alkalmas volt erődítés elhelyezésére, mert a Duna természetes védelmet nyújtott a magaslatnak kelet felől.
A római castellum egy vese körvonalához hasonló határral, mind a négy oldalán meredek partokkal szegett fennsíkon épült.
Ennek a földbe vájt üregnek a rendeltetését még pontosan nem sikerült meghatározni. A néphagyomány azt tartja, hogy a törökök idejében börtönül szolgált.
A népmonda szerint pedig ide rejtették a menekülő törökök az összegyűjtött kincseiket és a felette lévő partot rácsúsztatták a nyílásra. A part a Duna többszöri áradása után elmosódott és 1860-ban a bejárata szabad lett. A szomszédos szőlőbirtokosok az üreg merőleges részét rőzsékkel tömték be, hogy megvédjék az itt játszó gyerekeket.
Nincs kizárva, hogy a Töröklyuk ősember lakását képezte. Ezt természetesen csak tudományos kutatás alapján lehet eldönteni.
Dunaszekcső a történelem során a megye, a régió életében mindig jelentős szerepet játszott. Ennek elsőrendű oka földrajzi fekvése. A különböző korok, népek fontos útjai, amelyek stratégiai és gazdasági szerepet játszottak, áthaladtak rajta.
Itt az emberek megtelepedtek, keresve boldogulásukat. Ilyen volt már az újkőkorszak korai szakaszában a körösi kultúra, akikre vonatkozóan a Duna partján, itt a mai Dunaszekcső környékén edénytöredékeket találtak. A rézkor késői szakaszában a péceli kultúra képviselői éltek itt. A Kálváriahegyen és a Várhegyen rájuk vonatkozóan települést tártak fel, emellett szórványos leletek is kerültek a múzeumba. A bronzkor korai szakaszából a somogyvár–vinkovci kultúrára vonatkozóan szintén szórványos leletek kerültek napvilágra. A középső szakaszról, a mészbetétes edények népére vonatkozó felszíni kerámiatöredékeket elemezhettek a régészek. Az utánuk következő urnamezős kultúra táltöredékeket, bronzlándzsát, fúrókat, lyukasztókat hagyott maga után. A keltáktól mély tálak, nagyobb edények, fazekak, bronzveretek maradtak ránk.

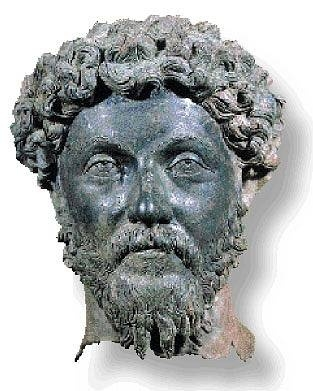
Marcus Aurelius római kori szobortöredék – Aquincum Pannónia bronz

A rómaiak korában a mai Dunaszekcső jelentős hely volt, akkori neve Lugio.
Itt vezetett Pannónia római tartomány mentén az egyik legfontosabb transzkontinentális útvonal, az úgynevezett limes. A fontos állomáshelynek, erődítménynek, katonai őrhelynek stratégiai szempontból döntő jelentősége volt. Sírok, érmék és különböző leletek kerültek elő a föld mélyéből. Lugio jelentőségének nagyságát az 1974. szeptember 12-én előkerült, Marcus Aurelius császárt ábrázoló, elsőrangú itáliai művész által készített portré is igazolja, de egyúttal azt is, hogy Lugio történetének az átfogóbb ismerete csak egy nagyszabású régészeti feltáró munka után válhat igazán közkinccsé.
Szerémi György, aki II. Lajos királynak, majd Szapolyai Jánosnak szolgálatában állt, leírása szerint II. Lajost a dunaszekcsői plébánián, a mohácsi csata előtt ölte meg Szapolyai György. Várát 1529-ben foglalták el a törökök.

### Török hódoltság
A hódoltság alatt valószínűleg folyamatosan lakott hely volt.
A 17. század végén lakói magyarok és 1690 körül idetelepült szerbek voltak. 1711-től a szerbek kerültek túlsúlyba, majd 1733-ban megindult a németek lassú ütemű beköltözése. Ezt követően a szerb lakosság száma megállapodott, majd fogyni kezdett.
A hódoltság után birtokosa Jagorics Péter, a vár pedig Csernovich Arzén ortodox
1721-ben Szent Miklós tiszteletére épített egyszerű templomuk volt. 1738-ban már állt a Sarlós Boldogasszony tiszteletére szentelt templomuk.
A 18. század második felében Sauska Antal és Bésán Imre a település földesurai.
A mai templom Sarlós Boldogasszony tiszteletére épült 1804-1811 között. Három kápolna készült 1773-ban, 1855-ben és 1888-ban Szentháromság tiszteletére.

### 20. században
Az első világháború után a szerbek, néhány kivételtől eltekintve a Jugoszláv Királyságba optáltak. A magyarok száma a 18. század utolsó harmadától növekedett jelentősen. 1930-ban 4465 magyar, 1004 német, 5 tót, 8 horvát, 45 szerb és 2 egyéb anyanyelvű lakosa volt a nagyközségnek. 1945 után a németek egy részét kitelepítették, helyükre a csehszlovák-magyar lakosságcsere keretében Felvidékről magyarok érkeztek. A szigeti rész 1956-ban Dunafalva néven önálló községgé alakult, majd ez a település az 1996-ban megtartott népszavazáson úgy döntött, hogy megválik Baranya megyétől, s így ma már Bács-Kiskun megyéhez tartoznak a dunafalviak. Dunaszekcsőt 1970-ben 2030 magyar, 1032 német és 13 szerb lakta.
A hagyomány szerint a faluban Diocletianus római császár többször járt. A Várhegyen 1974-ben talált Marcus Aurelius bronzszobor-töredék igen értékes és a pécsi Janus Pannonius Múzeumban őrzik. Másolata a dunaszekcsői Falumúzeumban látható.
A falu műemlékei a 18-19. századból valók. A római katolikus templom klasszicizáló stílusban épült. Homlokzata oromzatos. Vázákkal díszített erkélyes kapuján a volt földesúr Bésán család címere, falán két fülkében Szent Péter és Pál apostol barokk szobra látható a 18. századból. A templom előtt álló kőkereszt 1819-ből való. A régebbi, 18. századi templom ma magtár. A szerb templom a 18. századból maradt ránk. Az általános iskola a Jankovich család kúriája volt. A 19. század elején részben átépítették. Borsos Miklós műve, egy vörösrézből készült Petőfi plakett díszíti a Petőfi Könyvtár falát. A régi temetőben álló kápolnát a 19. század első felében klasszicista stílusban átalakították. A Duna mellett a dombtetőn egy 15. századbeli kolostor romjai láthatók.
Dunaszekcső történelmére, hagyományaira mindig nagy figyelmet szentelt. Még az 1970-es évek első felében jelentették meg könyv formájában a község történetét feldolgozó munkát, amit Bezerédy Győző írt, a millecentenárium alkalmából pedig a falu nem hivatalos címerét is bemutató képeslapot adtak ki.

## Közélete

### Polgármesterei
- 1990–1994: dr. Schmidt József (független)[7]
- 1994–1998: Hegedüs György (független)[8]
- 1998–2002: Hegedűs György (független)[9]
- 2002–2006: Hegedűs György (független)[10]
- 2006–2010: Faller János (független)[11]
- 2010–2014: Faller János (független)[12]
- 2014–2019: Faller János (független)[13]
- 2019–2024: Faller János (független)[14]
- 2024– : Sáhó László (független)[1]

Az önkormányzat címe: 7712 Dunaszekcső, Kossuth utca 35., telefonszámai 06-69/335-035 és 06-69/335-121 (utóbbi faxszám is), e-mail címe pmhivatal(kukac)dunaszekcso.koznet.hu, hivatalos honlapja: http://www.dunaszekcso.hu.

## Nevezetességei

### Örökségház
A Piac téren található műemlékvédelem alatt álló magtárépületet a Dunaszekcsőért Alapítvány mentette meg az enyészettől. Közel három év kitartó munkája után, több száz helyi és környékbeli önkéntes segítségével, 2010 augusztus 7-én nyitotta meg hivatalosan is kapuját a nagyközönség előtt. A felújítás során számos emlék került elő a földből a római kortól napjainkig: római freskómaradványok, középkori templom alapjai stb. Jelenleg az épület második szintjére került a Halász Ferenc gyűjtemény és egy néprajzi kiállítási anyag is. Az alsó szint konferenciák, időszaki kiállítások, örökségvédelmi tanfolyamok, gyerekprogramok és egyéb kulturális rendezvényeknek ad helyet

### Halász Ferenc Gyűjtemény
Halász Ferenc településünk iskolaigazgatója volt, aki amatőr régészként is megszállottként dolgozott. Leszármazottai az összegyűjtött hagyatékát, leletgyűjteményét az Általános Iskolának adományozták. Az iskola a B épületében adott helyet a gyűjteménynek, majd innen került át az Örökségház épületébe. Az újabb régészeti feltárásoknak köszönhetően a kiállítási anyaga évről évre bővül.

### Lugio Napok – Nemzetközi Limes Tábor

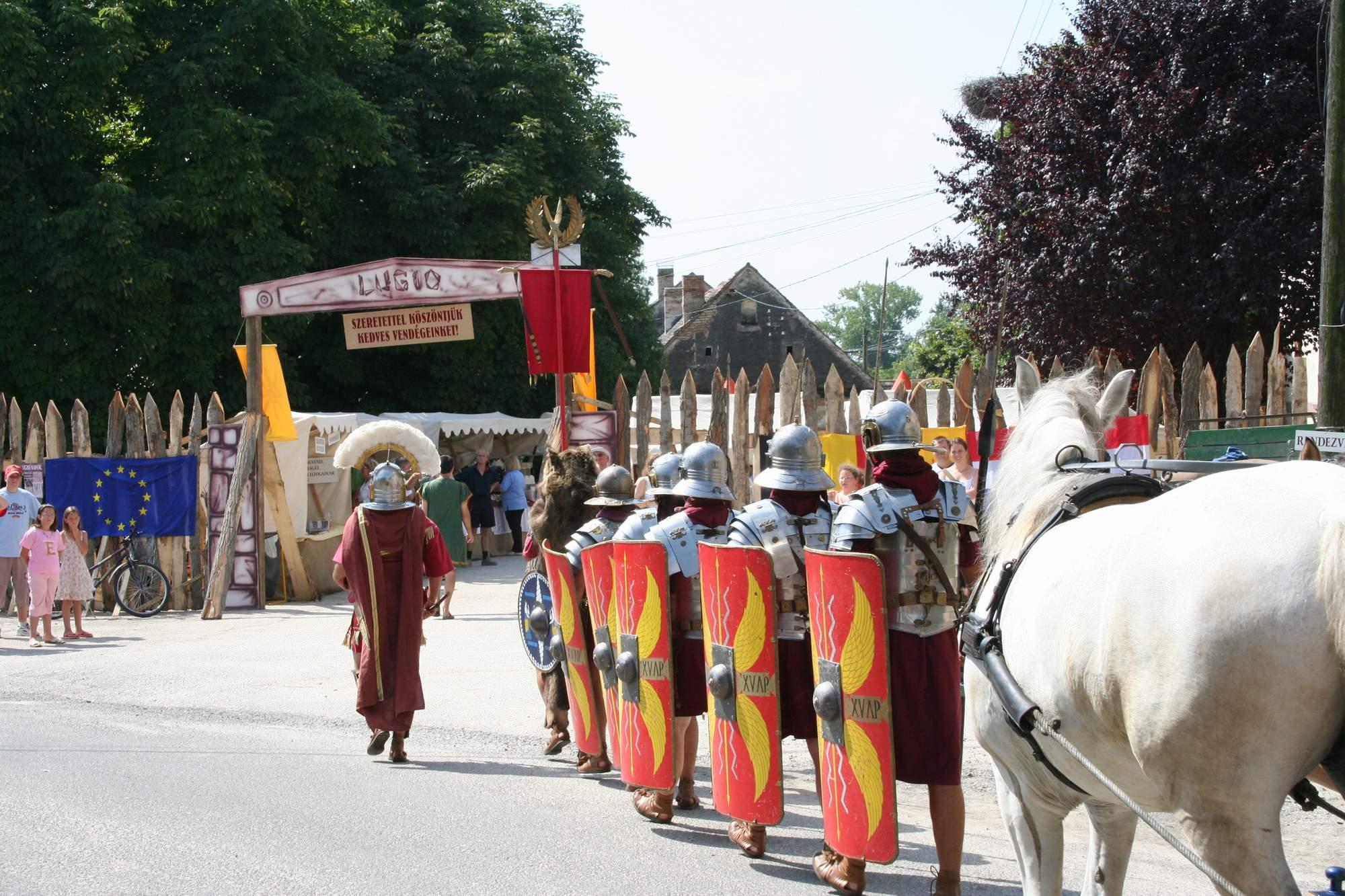
Lugio Napok

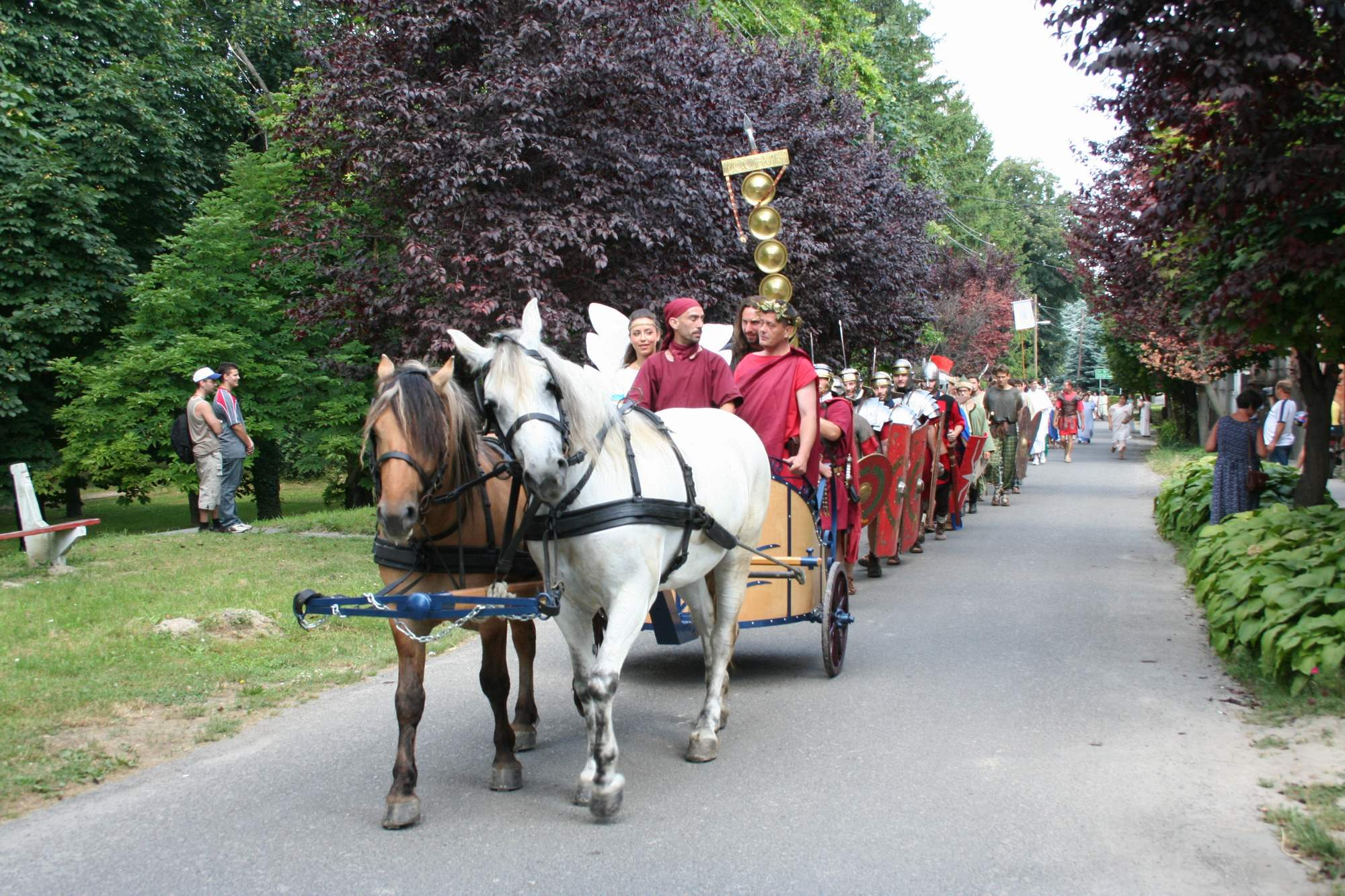
Lugio Napok

Az elmúlt időszak limes menti régészeti feltárásai gazdag leletanyagot hoztak felszínre.
Dunaszekcső önkormányzatának, civil szervezeteinek az a célja, hogy a magyarországi limes menti települések összefogásával  komplex látványosság és programkínálat jöjjön létre.
A limes, mint kulturális útvonal nagy rendezvényei között olyan fesztivált kínál a település, mely Dunaszekcső és Dunafalva összefogásával valósul meg.
2003-ban egynapos, míg 2004-ben egy hosszú hétvégés program került megszervezésre, ahol jelmezes felvonulás, időutazás római gályán, ICOMOS régészeti szakmai tanácskozás, római hadfelszerelések bemutatója, légiósok – kelták harci technikáinak előadása, valamint ókori színházi játékok megelevenítése színesítették a Lugio Napokat.
2005-ben már öt naposra bővült a program, ahol Ókori Vakáció keretében szervezték meg az I. Nemzetközi Limes Tábort. A táborban a részt vevő hazai és külföldi gyerekcsapatok Ókori Kalandtúrán vettek részt.
Az Ókori Kalandtúra állomásait nemcsak a csapatok, hanem a családok, baráti társaságok egyéb csoportok is meglátogathatják, így ez a program nemcsak az ifjúságnak, hanem valamennyi korosztálynak szervezett kulturális  tevékenységet biztosít, helyet adva a gasztronómiának, a korhű felvonulásoknak, báloknak, színházi előadásoknak, és tudományos konferenciáknak.
A konferenciák lebonyolításában lehetőséget nyílik az európai szervezetek részvételének is (Alpok-Adria Munkaközösség, a Duna Menti Tartományok Munkaközössége, az Európai Régiók Gyűlése).
Képköznapok filmes alkotótábor
2004 óta minden nyáron megrendezésre kerülő filmes tábor. Első évben hétvégi program filmvetítésekkel, szakmai beszélgetésekkel, koncertekkel a dunaszekcsői Lugio Tv dolgozónak szervezésében (Vágó Mariann, Scheppi Zoltán). 2005-től 1 hetes alkotótáborrá bővült, Rumann Gábor és a Control Stúdió Filmegyesület szervezésében. Az évek során vendégek voltak: Zalán Vince filmkritkus, filmtörténész, Stőhr Lóránt filmkritikus, filmtörténész, Janisch Attila filmrendező, Mundruczó Kornél filmrendező, Pálfi György filmrendező, Bucsi Réka animációs filmrendező, Kis Hajni filmrendező, Szimler Bálint filmrendező, Horvát János újságíró, riporter, Szaladják István operatőr, Weber Kristóf zeneszerző és még sokan mások. 

### Tamagocsitemető
Az 1990-es években népszerű tamagocsi temető, amely pusztulásra van ítélve.

## Sportélete
A jelenleg 6. osztályú Dunaszekcső SE labdarúgó-csapatot eredetileg 1912-ben alapították.

## Népesség
A település népességének változása:
| Lakosok száma | 1968 | 1924 | 1911 | 1796 | 1771 | 1756 | 1733 | 1727 |
|               | 2013 | 2014 | 2015 | 2019 | 2021 | 2022 | 2023 | 2024 |

A 2011-es népszámlálás során a lakosok 85,8%-a magyarnak, 4,1% cigánynak, 0,3% horvátnak, 14,4% németnek, 0,3% románnak, 0,3% szerbnek, 0,2% szlováknak mondta magát (14% nem nyilatkozott; a kettős identitások miatt a végösszeg nagyobb lehet 100%-nál). A vallási megoszlás a következő volt: római katolikus 63%, református 6,4%, evangélikus 0,9%, görögkatolikus 0,3%, felekezeten kívüli 7,8% (20,7% nem nyilatkozott).
2022-ben a lakosság 87,4%-a vallotta magát magyarnak, 12,9% németnek, 5% cigánynak, 0,4% szerbnek, 0,2% horvátnak, 0,1-0,1% szlováknak, ukránnak, románnak, szlovénnek és örménynek, 1% egyéb, nem hazai nemzetiségűnek (12,1% nem nyilatkozott; a kettős identitások miatt a végösszeg nagyobb lehet 100%-nál). Vallásuk szerint 47,9% volt római katolikus, 5,1% református, 0,8% evangélikus, 0,3% görög katolikus, 0,2% ortodox, 0,2% egyéb keresztény, 0,9% egyéb katolikus, 12,9% felekezeten kívüli (31,5% nem válaszolt).

### Nemzetiségi népcsoportok

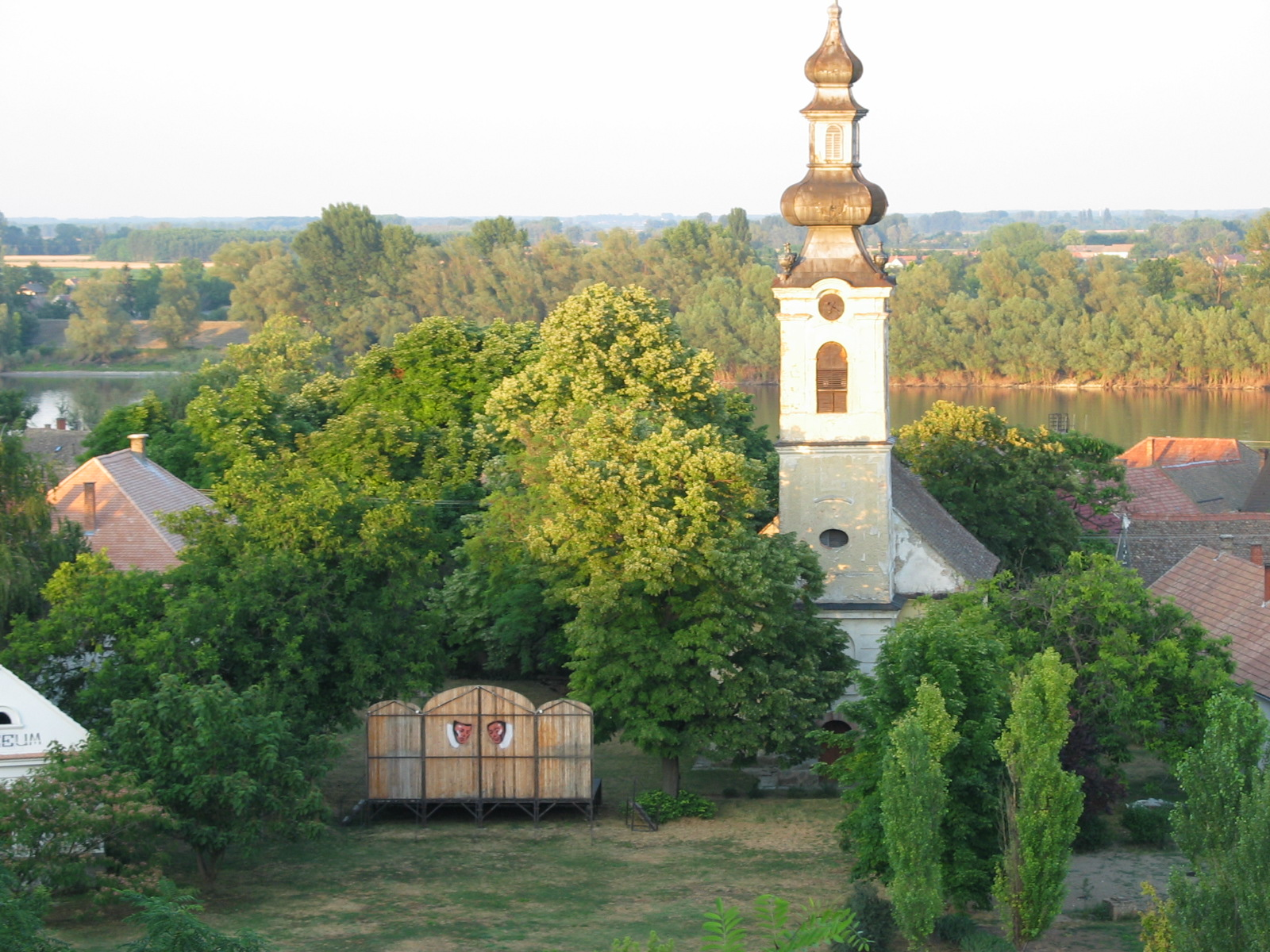
Szerb templom

A község vegyes nemzetiségű. 1921- ig szerb többségű, ekkor sok szerb család optált az új délszláv államba, ettől fogva a magyarság van túlsúlyban. Számottevőek a német nyelvűek is, de találunk néhány sokác vagy szlovák lakost. A cigányok nagy része muzsikus, töredéke románnyelvű, ők teknővájással foglalkoznak.
A nemzetiségek öltözeteiben már alig van különbség. Régebben szembetűnő volt a nemzetiségek ruhaviselete. A magyar férfi széles gatyában, csizmában, kivarrott mellű ingben, a fiatal színes, az öregebbje fekete pruszlikban járt. Fején könnyű, szélesebb karimájú kalappal. A nő nem testhez simuló és fehér virágokkal kivarrt fehér blúzt, sokszélű, színes, rövid szoknyát és szoknyánál hosszabb kötényt, lábán sima, legtöbbnyire fehér harisnyát és bársonycipőt viselt. Ma a nők fiataljai színes, lehetőleg világos, az idősebbjei sötétkék vagy fekete blúzt, Alig térden alul érő sokrétű szoknyát, színes vagy fekete bütykös harisnyát és magas sarkú cipőt hordanak. A német férfi szorosan testhez simuló kabátot, pantallót, munkanapokon szűk házivászonból készült gatyát hordott, lábán pedig papucsot. A nő rendszerint sötét, testhez álló kabát, mellény félét, hosszabb bő szoknyát, ennél kissé rövidebb kötényt, fekete tutyit. Dolgozónapokon, sáros időben, facipőt hordtak. A szerbek férfiai posztókabátban, csizmanadrágban, fényes szárú csizmában és kissé kihegyesedő és egyenletes szélű kalapban jártak. A nők testhez álló és majdnem térdig érő kabátban, nyakukon füzérbe rótt érem nyakékkel, bokáig érő szoknyában és fekete cipőben jártak. Ma a férfiak és a nők, csaknem mindnyájan, a jelen kor divatos ruháit viselik. A különböző nemzetiségeknek különböző népszokásai vannak. Általában mindnyájukra jellemző a leánykérés, a keresztelő, az aprószentek és az újévköszöntés. Az itt élő lakosok túlnyomó része római katolikus. Az ortodox és zsidó vallásúak csaknem egyforma számban élnek. A reformátusok és evangélikusok vallását követők csak néhányan vannak.
2001-ben a település legnagyobb létszámú kisebbsége a német volt, a lakosság 4,5%-a.

## Híres emberek
- A település plébánosa volt 1913–1926 között Kiss Lajos (1874–1944) későbbi apátkanonok, kormányfőtanácsos, felsőházi tag
- Márffy Vera Déryné-díjas magyar színésznő (1916–1995)
- Pazaurek Dezső (1951–2008)

## Képgaléria
- Panoráma 1
- Panoráma 2